# Stung
Stung és una pel·lícula muda de l'Éclair American protagonitzada per Alec B. Francis i Will E. Sheerer. Es va estrenar com a mitja bobina conjuntament amb el documental “Curious Fish” el 21 de setembre de 1913.

## Argument
Tres amics estan menjant en una taverna quan a la taula del costat un home gros d'aspecte pròsper treu un munt de diners per pagar el seu compte. De la cartera en cau la seva targeta que va als peus de Bill, un dels amics. Aquest s'afanya a descobrir on viu aquell home. En agafar l’abric per sortir, a l’home gras li cau una altra tarja que recull Jack, el segon amic que també s'afanya a descobrir on viu. Ja fora, a la vorera, deixa caure una tercera tarjeta i l'últim amic s'afanya a collir-la amb les mateixes intencions que els seus companys. A l'adreça de la tarja es troben els tres amics cara a cara i descobreixen que el pis està buit. Se'n van cap a casa i descobreixen que els han robat a ells deixant només una nota en la que el lladre diu que ha “plantat” les targetes per tal de poder netejar amb tranquil·litat els tresors recollits pels tres companys. Els amics corren a comissaria per denunciar el lladre però en descobrir qui els seus noms són detinguts.

## Repartiment
- Alec B. Francis
- Will E. Sheerer
- J. Gunnis Davis